# Таос Индијанци
Таос Индијанци су племе америчких Индијанаца из групе Тива, породица Таноан. Насељени су у време доласка Шпанаца (око 1540) у долину Таос у Новом Мексику.
Таоси су као и остали пуебли били пољопривредно друштво, узгајивачи кукуруза који су ту живели најмање 800 година. Куће Таоса грађене су од опека од непечене земље, сушене на сунцу, што је било уобичајено и код осталих пуебло-племена, Тива, Кереса, Това, Тева, Зунија и Хобија.